# ドゥーン城
ドゥーン城（ドゥーンじょう、英: Doune Castle）は、スコットランド中心部・スターリングの村、ドゥーンにある中世の要塞である。城はアードッホ川がティース川へ流れ込む、樹木に覆われた曲がり角にある。スターリングから北西に8マイル (13 km)の場所では、ティース川がフォース川に流れ込む。さらに北西へ8マイル (13 km)進んだ上流地点には、トロサックスの岸沿いに、ハイランド地方境界に当たる町カランダーがある。
近年の調査によって、ドゥーン城は13世紀頃に建てられ、スコットランド独立戦争時に損傷を受けたこと、その後14世紀終わり頃に、オールバニ公爵ロバート・ステュアート（1340年頃 - 1420年）によって現在の形に建て直されたことが分かった。オールバニ公爵はスコットランド王ロバート2世の息子で、1388年から死去までスコットランドの摂政を務めていた。彼の建てた要塞がほとんど改築されずに完璧なまま残されていたため、従来は城全体がオールバニ公爵による建築で完成されたと考えられていた。実際のところ、石造りの建築はほとんどが14世紀遅くに作られたものだが、一部1580年代に軽微な修理が行われた部分がある。城は1425年にオールバニ公爵の息子が処刑されたのを機に王へ譲り渡され、王立の狩猟用別邸や寡婦用住宅として使われていた。16世紀遅くには、ドゥーン城はマリー伯爵家の所有となる。城は17世紀半ばの清教徒革命 (en) やグレンケルンの乱、17世紀後期から18世紀にかけてのジャコバイトの乱 (en) などを目の当たりにしている。1800年までには城は破壊されたが、1880年代に城の修復事業が始まった。この修復では、板材の屋根や、室内の床面、家具類などが交換されている。20世紀に入ってからも修復事業は行われ、現在城はヒストリック・スコットランドによって管理されている。
建築者がオールバニ公爵だったことから、ドゥーン城は当時王家が建てていた城の建築様式を反映した造りになっている。建物の各辺に合わせた長さの中庭が作られる予定だったが、北側・北西側の部分しか完成していない。エントランス上には大きなタワー・ハウスが作られ、領主とその家族の部屋があるほか、キッチンやゲスト・ルームを含んだ別の塔も建てられている。この2つは大広間を介して繋がっている。
現在城はカテゴリAの指定文化財（英: Category A listed building） (Listed building) となっているほか、英国の "Scheduled monument" (en) にも指定されている。
『モンティ・パイソン・アンド・ホーリー・グレイル』をはじめとした映画・ドラマのロケ地としても有名である（→#フィクションやドラマでの使用）。

## 歴史

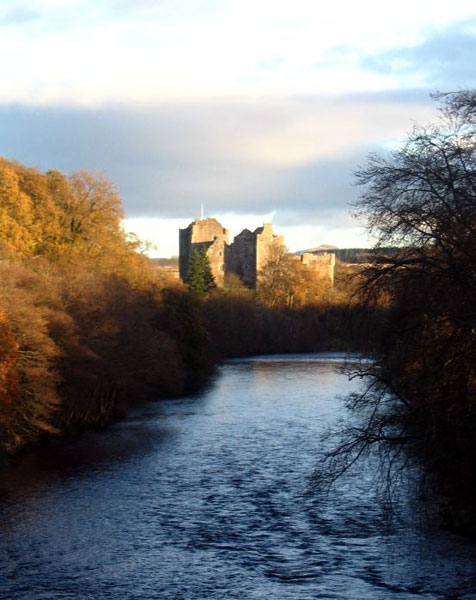
ティース川上にあるドゥーン城。

城が位置するアードッホ川とティース川の合流地点には、紀元1世紀にブリタンニアによって要塞が築かれた。現在ではこの要塞の遺跡は地表に残っていない。城の南側に現存する城壁や堀は、現在のドゥーン城よりも前に建てられた要塞、ドゥーン（英: Doune）のものである可能性がある。このドゥーンとは、スコットランド・ゲール語で「要塞」を意味する単語 "dùn" に由来すると考えられている。城内で最も初期の建築は13世紀頃のものと同定されている。一方で、現在残っている城自体は、スコットランドの中世建築が最も創造的・生産的だった1375年から1425年までの間に建てられたと考えられており、同じ時代にはロージアンにあるダーレトン城やタンタロン城、ラナークシャーにあるボスウェル城など、多くの城が建築・改築されている。

### 摂政・オールバニ公爵

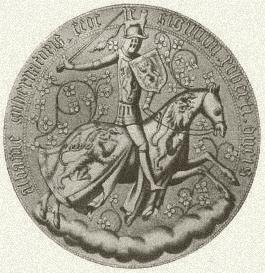
スコットランド摂政を務めたロバート・ステュアート (オールバニ公爵) の印章。

1361年、ロバート・ステュアート（1340年頃 - 1420年）は、メンティース伯爵の称号と現在ドゥーン城が建っている土地を与えられた。彼はスコットランド王ロバート2世（在位1371年 - 1390年）の息子で、ロバート3世（在位1390年 - 1406年）の弟だった。城の建築はこの下賜後に始まったと考えられ、遅くとも1381年までには完成して勅許状が与えられた。ロバートは1388年に年老いた父ロバート2世の摂政となり、その後病弱だった兄ロバート3世の治世の間も影響力を持ち続けた。1398年にはオールバニ公爵の地位が与えられている。1406年、ロバート3世の後継者ジェームズ1世がイングランドに捕らえられると、オールバニ公爵はまたも摂政の座についた。その後、ドゥーンで数多くの勅許状が発行されたことから、ここが愛用の居城となったことがうかがえる。

### 王立保養所

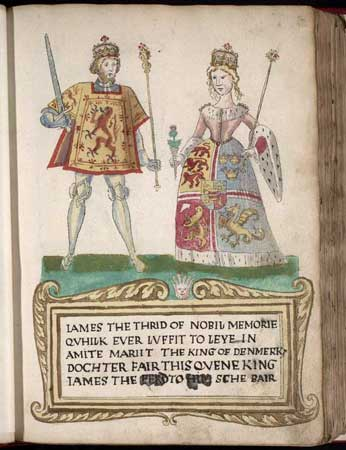
ジェームズ3世とその配偶者マーガレット・オブ・デンマーク。マーガレットはドゥーンでやもめ暮らしをした。

オールバニ公は1420年に亡くなり、オールバニ公の公爵領だったドゥーンと摂政職は息子のマードック（1362年 - 1425年）が引き継いだ。1424年になって、ようやく身代金がイングランドへ支払われて帰国したジェームズ1世は、その後すぐさま王国の主導権を握ろうと画策した。マードックと彼の息子2人は反逆罪を理由に投獄され、1425年5月に処刑された。ドゥーン城は任命を受けた長官や番人が管理する王家の保有物となり、スコットランド王国の保養所・狩猟用別邸として使われた。また、メアリー・オブ・グエルダース（1434年頃 - 1463年）、マーガレット・オブ・デンマーク（1456年 - 1486年）、マーガレット・テューダー（1489年 - 1541年）の寡婦用住宅としても用いられた。それぞれジェームズ2世、ジェームズ3世、ジェームズ4世の未亡人となった王妃である。
1528年、幼い息子ジェームズ5世の摂政となったマーガレット・テューダーは、オールバニ公の子孫であるヘンリー・ステュアート (初代メスヴェン卿)と結婚した。彼の弟であるサー・ジェームズ・ステュアート（1513年頃 - 1554年）はドゥーン城の長官（英: Captain of Doune Castle）となり、息子で同名のジェームズ（1529年頃 - 1590年）は、1570年にドゥーン卿（英: Lord Doune）の称号を与えられている。ドゥーン卿の息子で同名のジェームズ（1565年頃 - 1592年）は、1580年頃にエリザベス・ステュアート (第2代マリ女伯爵)と結婚し、マリ伯爵の称号を継いでいる。城は管理を行っていたマリ伯爵家のものとなり、20世紀に至るまでマリ伯爵家に所有されていた。
スコットランド女王メアリー（在位1542年 - 1567年）は数度ドゥーン城に訪れ、台所の上層にある一続きの部屋に滞在した。メアリー女王廃位後に起きた短い内乱では、彼女の忠臣たちがドゥーン城を占領したが、3日間の封鎖の後、1570年に摂政マシュー・ステュアート (第4代レノックス伯)へ城が引き渡された。1570年10月4日には、ジョージ・ブキャナンとスターリングの副判事であるダンカン・ネアン（英: Duncan Nairn）が、メアリー女王やメアリー・シートンに手紙を届けようとしていた使者のジョン・ムーンをドゥーン城で拷問・尋問した。
ジェームズ6世もドゥーン城を度々訪れ、1581年には城の修繕や改築用に300ポンドを与えている。この事業は、"Master of Work to the Crown of Scotland" であるロバート・ドラモンド・オブ・カーノック監修のもとに熟練石工マイケル・エウィング（英: Michael Ewing）の手で行われた。1593年にはジェームズ6世を倒そうとする陰謀が発覚し、ジェームズはドゥーン城で共謀者らを不意打ちにして捕らえた。その中には、モントローズ伯爵やガウリー伯爵が含まれていた。

### 刑務所そして要塞として

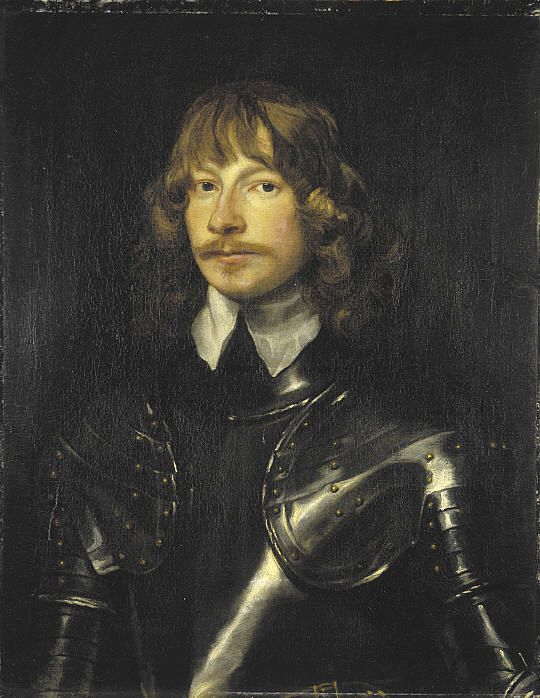
ジェームズ・グレアム、初代モントローズ侯爵

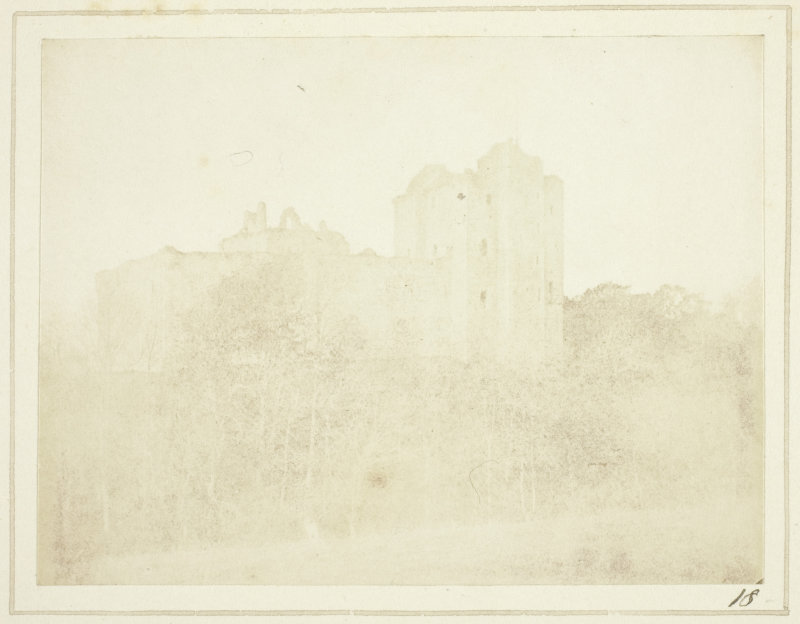
1844年に撮られたドゥーン城の写真。撮影者はヘンリー・フォックス・タルボット。

1607年、教役者でジェームズ4世の宗教政策に反対したジョン・マンロー・オブ・テインは、同僚の教役者と共にドゥーン城に投獄された。マンローはその後当時の城主の計略で城を脱出し、この城主はマンローらを逃がしたことで投獄されている。王党派だった初代モントローズ侯爵ジェームズ・グレアムは、清教徒革命の最中である1645年にこの城を占領した。1654年、オリバー・クロムウェルによるスコットランド侵攻に反対するグレンケルンの乱中には、サー・マンゴ・マリー率いる王党派と、トバイアス・ブリッジ少佐率いるクロムウェル支持派との間で、ドゥーン城を舞台とした小競り合いが起きている。1689年に起きた「麗しのダンディー」こと初代ダンディー子爵によるジャコバイトの乱の際には、国軍によって城が要塞化され修理も行われた（1715年に起きたジャコバイトの乱の際にも同じ事が行われている）。1745年のジャコバイトの乱の際には、ドゥーン城は「麗しのチャーリー王子」ことチャールズ・エドワード・ステュアートや、彼を支持するジャコバイト軍勢によって占拠された。1746年のフォールカークの戦い (Battle of Falkirk Muir) で捕らえられた国軍兵用の監獄としても使われた。台所上層の部屋に投獄された囚人たちの中には、ベッドシーツを結び付けてロープとし、窓から抜け出して脱獄したものもいる。逃亡者の中には作家のジョン・ホームや牧師のジョン・ウィザースプーンがおり、後者は後にアメリカ植民地へ渡ってアメリカ独立宣言に署名した。

### 荒廃と修復作業、そして保全と公開

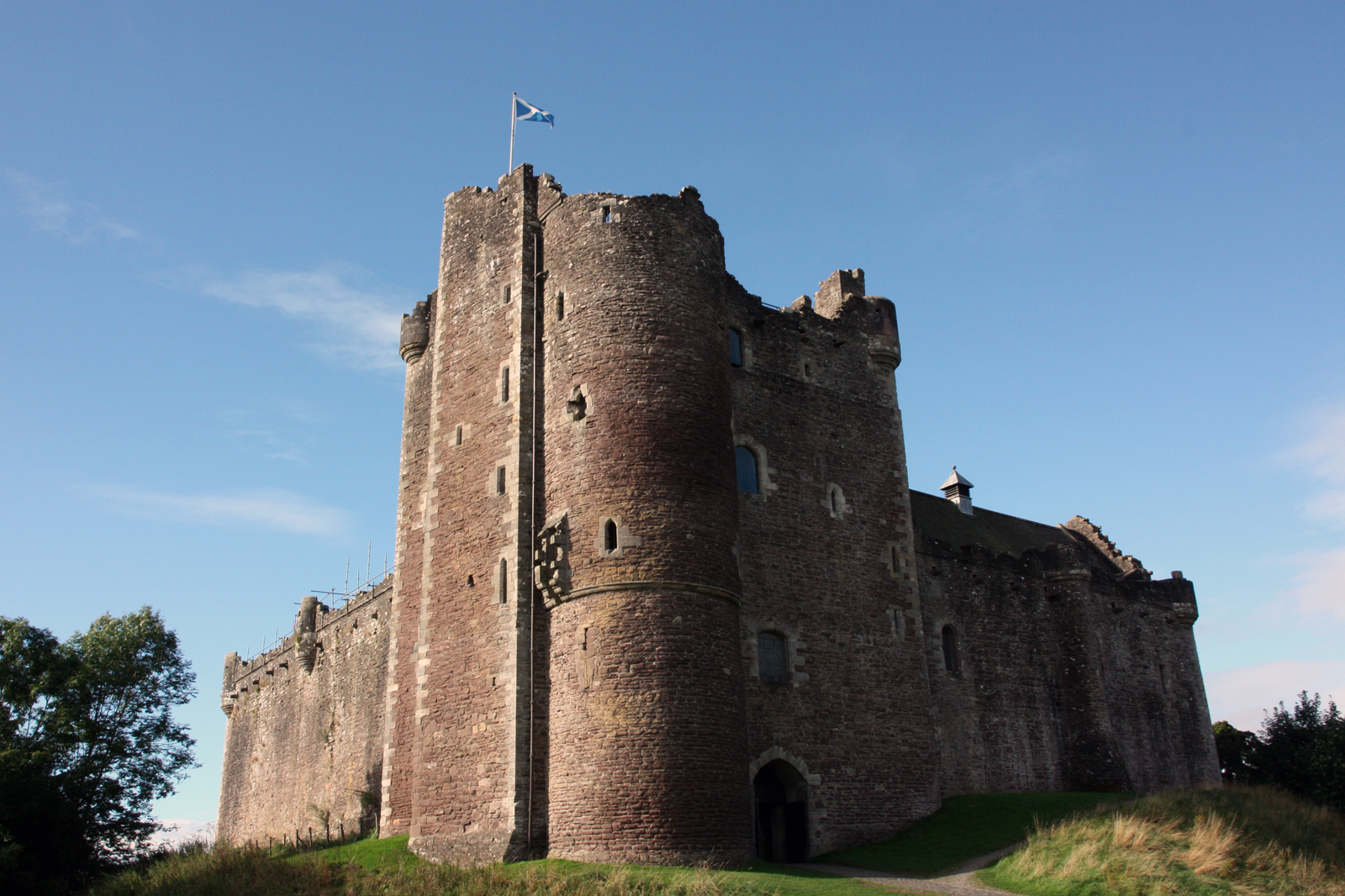
ドゥーン城の北東角

城は戦乱の世を経てどんどんと荒廃していき、1800年までには屋根のない廃墟になってしまった。マリー伯爵家は代々ドゥーン城を居城にしていたが、第10代マリー伯爵、フランシス・ステュアート（英: Francis Stuart, 10th Earl of Moray、1771年 - 1848年）の代で近くに屋敷を建て、城を引き払っている。城の荒廃は、1880年代に第14代マリー伯爵、ジョージ・ステュアート（英: George Stuart, 14th Earl of Moray、1816年 - 1895年）が修理を開始するまで続いた。板張りの屋根は葺き替えられ、領主館（英: Lord's Hall）の羽目板など、家具調度品も据え付けられた。
城は1971年10月に、カテゴリAの指定文化財（英: Category A listed building） (Listed building) に指定されている。このカテゴリAとはスコットランドの重要建築物に対する最高の保護レベルである。また同時に、城の管理人用コテージがカテゴリBの指定文化財となっている。
1984年にダグラス・ステュアート (第20代マリー伯爵)によって寄付されたことから、現在城は寄付を受けたヒストリック・スコットランドによって管理されており、一般公開も行われている。
2011年には、ドゥーン城として英国の "Scheduled monument" (en) に指定された。

## 城内の詳細

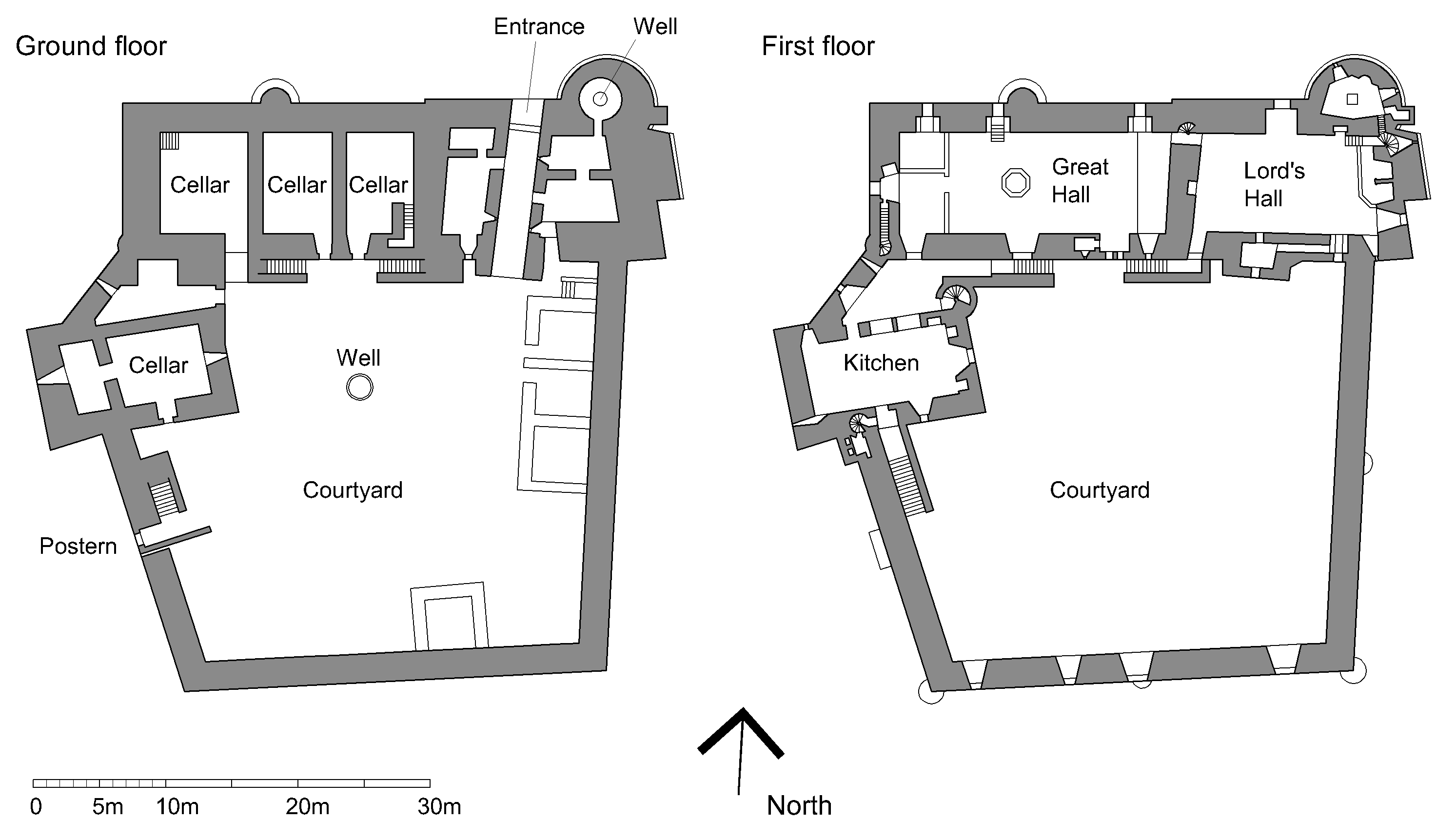
1階 と2階 部分の図面。ドゥーン城の北東角を写した写真で分かる通り、実際には北東角に当たる領主塔は3階建てになっているが、ここでは3階部分が割愛されている

ドゥーン城はスコットランドの地理的中心部に近く、「スコットランドの中心地」・スターリング城からわずか5マイル (8.0 km)の、戦略上の要衝に建っている。この場所は、三方を急勾配に囲まれ、東西に2つの川が走り、自然の要塞となっている。城壁は不規則な五角形で、内部に作られた中庭の北側・北西側に、領主塔などの建物が作られている。入り口は北側にあり、廊下を通って、領主館がある塔の下から中に入ることになる。中庭には、後から付け加えられたと考えられている3段の石段があり、これは塔の領主館、それに面する大広間、西側の第2塔にある台所へと通じている。
北側からのメイン・アプローチは3つの堀を含む土塁と、土塗りの城壁の両方で守られている。城壁の外側には、古くから城へ繋がるものと考えられていたアーチ型の通路もあるが、これは実際には18世紀に作られた氷室へ通じるものである。上層の階には比較的大きな窓があるものの、城壁下部にはエントランスや西側の裏門を除いて開口部は存在しない。南側の窓からは、中庭部分を含め、別の建物を建てる計画があったことがうかがえるが、これらはいずれも建設されなかった。石造りの建物は砂岩を礎石積みしたもので、明るいBallengeich石が使われている。

### 領主塔
この城で1番の塔であるゲートハウスは領主塔（英: The Lord's tower）として使われており、建物は13メートル (43 ft) 四方（元々の計画では18メートル (59 ft) 四方）、およそ29メートル (95 ft) の高さがある。また北東の角には、エントランスに隣接してラウンドタワーが張り出している。この塔には領主館（英: The Lord's Hall、2階部分）と3階部分の部屋があり、これらはエントランスの通路の上に位置している。丸石で飾られたヴォールト状の通路は14メートル (46 ft)の長さで、以前は2組の木製扉で守られていたほか、現在でもイェット（蝶番式になった鉄格子の扉）が残されている。パッセージの両側に据えられた衛兵所では、銃眼を通して通路を見渡すことができ、領主塔の基底部である1階部分もよく見える。またこの通路を抜けると中庭に出ることができる。

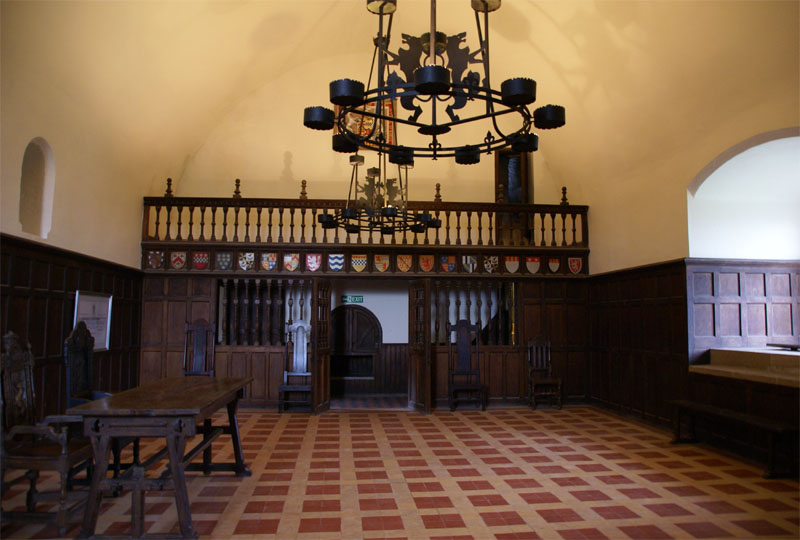
修復された領主館（The Lord's Hall）

中庭に向かう通路が含まれる1階部分と、その上層にあって2階部分全てを占めている領主館の間には直接の連絡がない。領主館には、中庭から繋がる石垣で囲まれた階段から出入りすることができ、階段の先には門がある。領主館の広間はヴォールトになっており、珍しいことに暖炉が2基据えられている。床面のタイルや木製の羽目板、ミンストレルズ・ギャラリーは、1880年代になって導入されたものである。以前は大広間に繋がる扉も1880年代のものと考えられていたが、現在では建築当時のものと考えられている。広間と同じ階にはいくつかの脇部屋があるが、ラウンドタワーの部屋には上方にくぐり戸があるほか、南壁の中にある小部屋からは広間と中庭の両方を見渡せる。広間の北窓下にある、「殺人穴」（英: "murder hole"）とも呼ばれる出し狭間からは、パッセージにやってきた襲撃者に対して、物を投げつけることができる。
大広間の上層（3階部分）には第2広間があり、公爵夫人の続き部屋の一部を成している。南壁にある小礼拝堂 (Oratory) からは中庭を見渡すことができ、中には聖水盤や祭器卓を収める壁龕（）がある。小礼拝堂の壁面にある通路は、城のカーテンウォールに沿った通路に繋がっている。公爵夫人の広間（英: The Duchess' hall）にある木製の天井や、木製の床・屋根は、いずれも1880年代のものである。上層部の石造り部分は、1580年代の修繕で据え付けられたものである。

### 大広間・台所塔

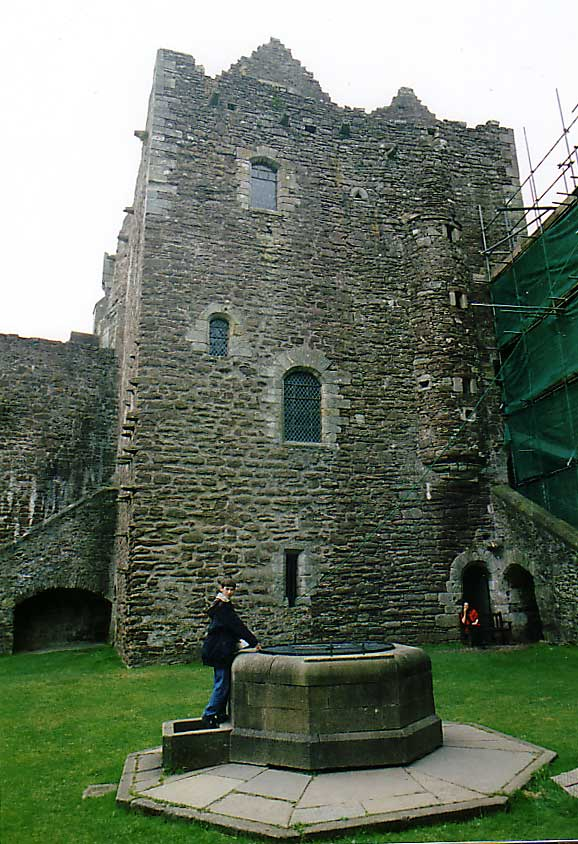
中庭から見た台所塔。大広間に繋がる階段は写真右手に見える。

領主塔の西側には大広間があり、大きさは20メートル (66 ft)×8メートル (26 ft) で、木製の屋根まで12メートル (39 ft) の高さがある。この屋根は19世紀の修繕で葺き替えられたものである。大広間には暖炉が無いが、セントラル・ファイアで部屋を暖め、ルーバーを用いて換気をしていたと考えられている。創建当時の屋根がどのような構造だったか詳細は不明だが、推測を元に屋根が修復されている。広間には複数の大きな窓から光が差し込み、また1階部分にある3つの貯蔵庫に繋がる階段もある。
広間には、中庭から繋がる階段を上ってアクセスでき、階段の先には三角形のロビーがある。ロビーからは、この時代にしては珍しい、楕円形のアーチが付いた2つの大きな配膳窓を通じて、広間と台所の両方に行くことができる。台所塔は、実質的にはタワー・ハウスになっており、大きさは17メートル (56 ft)×8メートル (26 ft)である。台所もまたヴォールトになっており、広間と同じ階で貯蔵庫の真上に位置している。この城の台所は、創建当時のスコットランドでは最も充実した設備のあるものの1つで、オーブンや5.5-メートル (18 ft) 幅の暖炉も据えられている。1581年に木製の階段を置き換えるかたちで増設されたと考えられる階段のタレットは、ロビーから客間のある2フロアへ通じている。客間の中には「ロイヤル・アパートメント」（英: "Royal Apartments"）と呼ばれる部屋が含まれ、これは2つのベッドルームと謁見室が付いた続き部屋で、王室からの訪問者にふさわしい間取りとなっている。

### 中庭とカーテンウォール
台所棟の南壁にある「タスキング」（英: tuskings）として知られる突き出た石や、南のカーテンウォールにある4つの尖頭アーチ窓は、建物を更に拡張する計画があったことを示唆している。建物の東端にある大きな窓はチャペル用に作られた可能性がある。8世紀の修道士聖フィランに捧げられた礼拝堂がドゥーン城にあったことは記録されているが、城の東部では基礎部分が見つかっていないことから、そこには大きな建物はなかったものと推測される。2002年9月には現存する基礎部分が発掘され、南壁に向かって陶器窯・オーブンと考えられる構造が見つかった。また中央の井戸はおよそ18メートル (59 ft) の深さがある。
カーテンウォールは厚さ2メートル (6.6 ft) 、高さ12メートル (39 ft) である。壁の上に沿った通路は両側から欄干で防御されており、急な階段で広間・ゲートハウス部分の傾斜のきつい屋根に繋がっている。覆いのない円形のタレットが角ごとにあり、壁の中間には半円形の突出部がある。出し狭間付きの四角いタレットは、西壁の裏門上に1つだけ設置されている。

### 間取りの解釈

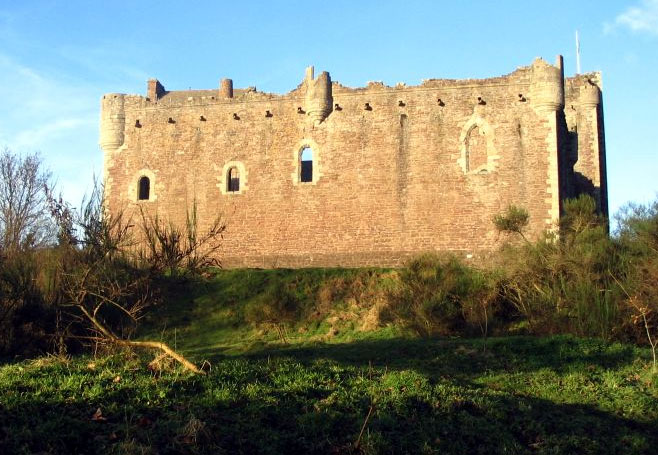
川の土手を上った先にあるドゥーン城の南壁。

領主塔の部屋は堅固で私的な雰囲気のあつらえで、領主とその家族のためだけに、自衛を目的として作られたと考えられている。建築歴史学家W・ダグラス・シンプソンは、この配置は14世紀の疑似封建制（英: Bastard feudalism）の産物だとしている。この時代の領主は、自分の城を前時代の封建制のような封臣ではなく、傭兵を用いて守るよう求められており、このことからシンプソンは、ドゥーン城の主が謀反を起こしかねない自分の傭兵から領主塔だけは守れるように設計したと示唆した。この解釈は現在歴史学者の間では全く受け入れられておらず、代わりにドゥーン城は、15世紀から16世紀初頭にかけて建てられたリンリスゴー・パレスなど、より統一されたデザインの中庭を持つ建物への、発展途上にあるものと見なされている。ドゥーン城のレイアウトは、タンタロン城やボスウェル城などの同年代の城と似通っており、この時代の多くの建物では、多かれ少なかれこの城と似たような構造を見ることができる。

## フィクションやドラマでの使用

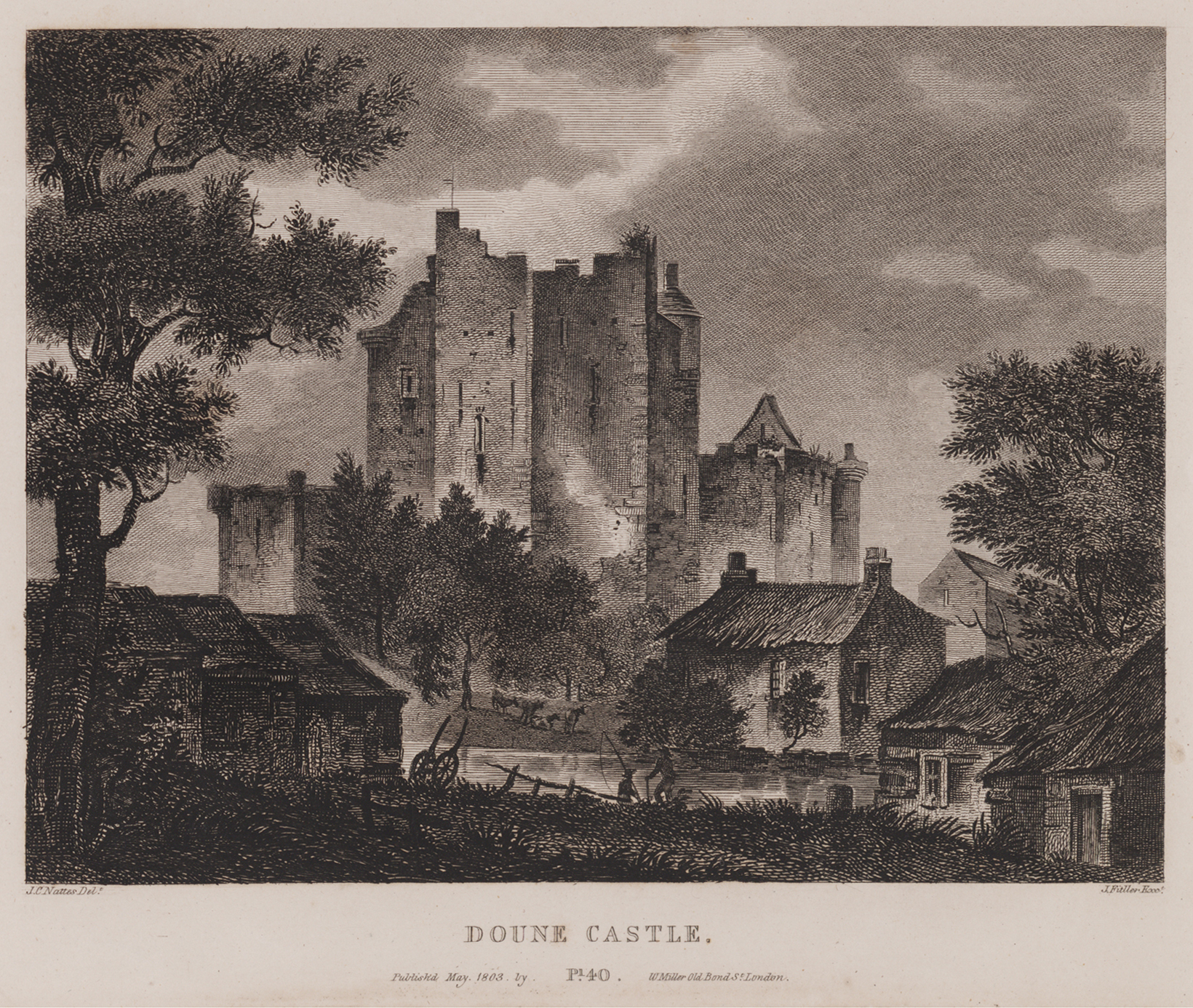
ドゥーン城を描いた1804年の版画。スコットの著書『ウェイヴァリー』に先立って発行された本 所収。

ドゥーン城は、17世紀のバラッド "The Bonnie Earl O' Moray" (en) など、複数の文学作品に登場する。このバラッドは、ハントリー伯爵による、1592年のジェイムズ・ステュアート (第2代マリー伯爵)殺人を描くものである。ウォルター・スコットの処女作『ウェイヴァリー』（1814年）では、主役のエドワード・ウェイヴァリーがジャコバイトたちによってドゥーン城へ連れて行かれる。スコットのロマンチックな書き口で、ドゥーン城は「半分壊れたタレット（小塔）」（英: "half-ruined turrets"）付きの、「陰鬱だが絵のように美しい構造」（英: "gloomy yet picturesque structure"）の城として描かれている。
この城は、MGMが1952年に制作した歴史映画『黒騎士』のロケ地として使われた。この作品はウォルター・スコットの『アイヴァンホー』を映像化したもので、ロバート・テイラーやエリザベス・テイラーが出演している。BBCによる1996年の『アイヴァンホー』映像化作品でもこの城がロケ地に使われている。
ジョージ・R・R・マーティンの『氷と炎の歌』を原作としたTVシリーズ『ゲーム・オブ・スローンズ』（2011年 – 現在）では、ウィンターフェルのセットとして用いられた。
ダイアナ・ガバルドンによる小説「アウトランダー」シリーズ (en) を映像化したテレビシリーズでは、架空の城リアフ城（英: "Castle Leoch"）として登場している。

### 『モンティ・パイソン・アンド・ホーリー・グレイル』

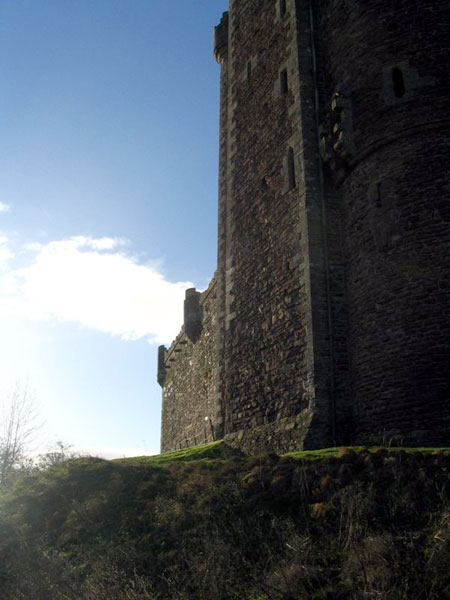
ドゥーン城の東壁。『ホーリー・グレイル』のオープニング・シーンはここで撮影された。

アーサー王伝説を元にした、モンティ・パイソンによる英国のコメディ・映画『モンティ・パイソン・アンド・ホーリー・グレイル』は、スコットランドで1974年に撮影され、翌1975年に公開された。映画のプロデューサーたちは、ドゥーン城を保有するマリー伯爵から城での撮影許可を取ったほか、ナショナル・トラスト・フォー・スコットランドから、ドゥーン城以外のスコットランドにある複数の城で撮影する許可を得ていた。ところが撮影の直前になって、ナショナル・トラストからの撮影許可が取り消されてしまった。プロデューサーたちには新しいロケ地を探す時間が無かったため、代わりに狭いアングルでドゥーン城のさまざまな箇所を撮影し、作品に登場する架空の複数の城の部分として見せかけることを考えた。そうして多数のシーンがドゥーン城で撮り分けられた。
当時パイソンズ・チームは、騎士の乗る馬すら調達できなかったほどの資金難だったが、作品はレッド・ツェッペリン、ピンク・フロイドなどの資金提供を受けて制作され、その後アメリカで大ヒットした。映画批評サイト Rotten Tomatoes で97%との高評価を得ているほか、2015年には英国で公開から40周年を記念したリバイバル上映が行われるなど、現在でも高い人気を誇っている。
映画のディスク特典映像には、ペイリンとジョーンズによる「ロケ地案内」（原題："In Search of the Holy Grail Filming Locations"）が含まれ、2人がドゥーン城やその他の撮影地を巡るドキュメンタリーが収録されている。ドゥーン城はパイソニアンや映画のファンにとって聖地になっており、2004年からは、毎年「モンティ・パイソン・デイ」と称した祭りが城で開かれている。
また Historic Environment Scotland によるドゥーン城のページでは、テリー・ジョーンズが吹き込んだ、この城のオーディオ・ツアーを聞くことができる。